# Йошики Хаяши
Йошики Хаяши (на японски: 林 佳樹) е японски композитор, роден в Tateyama, Чиба, Япония на 20 ноември 1965 г.

## Биография

### Ранни години
Йошики започва да взима уроци още на четири години, а в началното училище свири на тромпет в духовия оркестър. На 10 години започва да композира музика за пиано. Този период е повратна точка в неговия живот, като намира утеха в музиката след самоубийството на баща си. Започва да свири на барабани и китара и през 1977 г. заедно с приятеля си от детските години, Тоши, сформират група, наречена „Dynamite“. Една година по-късно сменят името на „Noise“.

### Сформиране на„X Japan“
През 1982 г. „Noise“ се разпадат и Йошики и Тоши сформират нова група, която наричат „Х“, докато измислят ново име, но „Х“ остава.
През 1986 г. Йошики открива свой собствен музикалей лейбъл, „Extasy Records“, за да реализират музиката си.
На 26 декември 1987 г. групата участва на кастинг, организиран от CBS/Sony, а през август 1988 г. подписват договор. Групата пробива през 1989 г. с втория си албум „Blue Blood“.
През 1990 г. групата получава наградата „Grand Prix New Artist of the Year“ на четвъртите японски награди „Златен диск“.

### Солова кариера (1991 – 1999)
През 1991 г. започва соловата си кариера. Заедно с Тетсуя Комуро в рок групата „V2“, издават сингъла „Haitoku no Hitomi ~Eyes of Venus~/Virginity“ през 1992 г., който достига до номер 2 в класацията.
На 12 декември 1992 г. Йошики пуска първия си солов албум с класически произведения Yoshiki Selection.
През 1992 г. купува звукозаписно студио в Калифорния, САЩ, където прави голяма част от записите си.
На 21 април 1993 г. пуска на пазара първия си класически, студиен, солов албум Eternal Melody, заедно с лондонската филхармония и продуциран от Джордж Мартин (The Beatles). Албумът съдържа и две адаптирани парчета на X Japan.
На 3 ноември 1993 г. пуска и синглите „Amethyst“ и „Ima wo Dakishimete“.
През 1994 г. Йошики работи с Роджър Тайлър, барабанист на „Queen“, по песента, композирана от него „Foreign Sand“, за която Роджър е написал текста. Представят песента на The Great Music Experience през май, събитие, организирано от Юнеско. Сингълът е пуснат на пазара през юни и достига топ 15 в Япония и топ 40 във Великобритания.
През юни същата година Kiss издават албума си Kiss My Ass. Йошики участва в аранжимента на „Black Diamond“, изпълнен от Американския симфоничен оркестър.
Популярността на X Japan расте. Йошики и групата работят с Mugen Motorsports и спонсорират състезателя във Формула Нипон Катсуми Ямамото, който кара за „X Japan Racing“ през 1995 г. През 1996 г. спонсорират Ралф Шумахер, който печели шампионата.
През 1997 г. Тоши напуска групата. На 31 декември организират прощален концерт в Tokyo Dome, след 5 последователни новогодишни представления на този стадион.
През май 1998 г. Йошики се оттегля от музикалната сцена след концерта в памет на Хиде, където Йошики произнася реч. След това отива да живее в Лос Анджелис, където работи като композитор и продуцент в Extasy Records, с групи като Dir En Grey, Glay, Kidney Thieves и Abandoned Pools.
През ноември 1999 г. Йошики отново се появява на музикалната сцена, като изпълнява песента Anniversary, за празника по случай десетата годишнина откоронясването на императора.

### Солова кариера (2000 – 2009)
През 1998 г. записва „Sane“ за филма „In God’s Hands“. Идеята за този проект се е родила още през 1991 г., когато Йошики е записвал в студиото си, заедно с Мик Карн и Джейн Чайлд.
През 2000 г., заедно стс 7-Elecen работи по серия телевизионни реклами, за които предоставя песните „Blind Dance“ и „The Other Side“ от Violet UK.
На 1 септември 2002 г. се присъединява към поп групата на Тетсуя Комуро, Globe. С тях записва сингъла „Seize the Light“.
На 3 и 4 декември 2002 г. изнася симфонични концерти с Токийската Филхармония на Tokyo International Forum. Представят по-стари песни, както и такива от Violet UK, заедно с певиците Daughter и Никол Шерзингер. Никол изпълнява „I’ll Be Your Love“, която следващата година излиза като дебютен сингъл на Dahlia и по-късно става химн на Expo 2005.
През 2003 и 2004 г. композира „Kimi Dake Dakara“ и „Sekai no Owari no Yoru ni“ за 50-ата годишнина на NHK и 90-ата годишнина на Takarazuka Revue. В началото на 2004 г. Йошики продуцира корейската група The Trax.
На 23 март 2005 г. издава втория си класически албум Eternal Melody II. На следващия ден дирижира оркестър на откриването на световното изложение. През декември излиза песента от Violet UK „Sex and Religion“ от iTunes Store.
На 6 август 2006 г. на събиране на Отакон обявява, че сформира група S.K.I.N, заедно с поп певеца Гакт, скоро след като Сугизо ги е събрал.
На 25 май 2007 г., на организирания от Йошики първи „JRock Revolution Festival“ обявяват, че Мияви ще се присъедини. Очаквало се е групата да се превърне в първата, оглавила световните класации и да предизвика нова музикална революция, да отвори вратите към западната музикална индустрия за Япония. Но след дебюта на 29 юни 2007 г. на Anime Expo в Лонг Бийч, повече изяви на групата не последвали.
Същата година е ко-продуцент на саундтрака към филма „Catacombs“.
На 22 октомври 2007 г. живите членове на X Japan се събират за първи път от 10 години, като заснемат промоционалното видео за новия си сингъл „I.V.“, създаден за саундтрак на американския филм на ужасите „Saw IV“.
През 2008 г. композира рок мюзикъла Repo! The Genetic Opera.
През 2009 г. композира музиката за 30-ата годишнина на телевизия Нипон и саундтрака към японския исторически, фентъзи филм Goemon. Същата година отново работи с Mugen Motorsports.

### Солова кариера (2010–настояще)
На 4 юли 2010 г. Йошики се появява заедно с Тоши на Japan Expo в Париж, където изпълняват няколко песни.
На 24 и 25 януари 2011 г. на вечерно шоу представят новия дует Тоши и Йошики.
На 6 март 2011 г., заедно с „Tokyo Girls Collection“ дизайнера Jay FR, Йошики организира музикално модно шоу „Asia Girls Explosion“ в Yoyogi National Gymnasium. Йошики представя кимоно, което е създал, като изпълнява музика както от X Japan, така и от Violet UK.
На 27 май 2011 г. на честотите на Sirius XM стартира „Yoshiki Radio“, едночасово предаване на Йошики, всяка първа неделя всеки месец от 21 часа.
На 21 юли 2011 г. Йошики представя поредица комикси Blood Red Dragon, заедно със Стан Лий и Тод Макфарлън, които разказват фантастична версия на самия него.
На 10 ноември 2011 г. в токийския музей на Мадам Тюсо е показана восъчна фигура на Йошики в цял ръст.
На 5 януари 2012 г. е обявено, че Йошики ще композира музиката за 69-ите награди „Златен глобус“.